# パトリック・ホープ＝ジョンストン (第11代アナンデール＝ハートフェル伯爵)
第11代アナンデイル=ハートフェル伯爵パトリック・アンドリュー・ウェントワース・ホープ=ジョンストン（英語: Patrick Andrew Wentworth Hope-Johnstone, 11th Earl of Annandale and Hartfell、1941年4月19日 - ）は、イギリス、スコットランドの貴族。約2世紀にわたり休止状態にあった爵位を1985年に回復した。

## 経歴
パーシー・ホープ＝ジョンストン(名目上の第10代アナンデイル=ハートフェル伯爵)とマーガレット・ハンター＝アランデルとの長男として誕生した。私立校ストウ・スクールに学んだのち、王立農業大学に進学した。1976年に保険市場ロイズのアンダーライター(保険引受人)に就いている。
1983年に父の死去に伴って、ジョンストン氏族における氏族長の地位と、アナンデイル家令(Hereditary steward of Annandale)及びロックメイヴン城主(Hereditary Keeper of the Castle of Lochmaben)職を継承している。
その後はダンフリース州副統監を務め、1997年には同州統監代理(Vice-Lord Lieutenant of Dumfries)に選ばれている。
1984年から1988年にかけて慈善団体ザ・プリンス・トラストや、ザ・ロイヤル・ジュビリー・トラストの一員として活動した。
2020年現在も、彼が伯爵家当主を務めている。

### 爵位の請願と回復
彼は第2代アナンデイル＝ハートフェル伯爵の女系子孫であったことから、休止状態にあった同爵位の請願(claim)を行った。その結果、1985年に請願が認められて、翌年には「アナンデイル＝ハートフェル伯爵」として貴族院より招集、193年ぶりに爵位の回復を果たした。この際に、貴族特権委員会は1661年の勅許状による「ハートウェル伯爵」位継承を拒否して、1662年4月23日付与の女系相続を認める特別継承規定に基き、スコットランド貴族爵位「アナンデイル=ハートウェル伯爵」の名で回復を決定した。

## 家族
1969年8月23日にスーザン・ジョセフィン・ロス(Susan Josephine Ross、陸軍大佐W.J.M.ロスの娘)と結婚して、1男1女をもうけた。
- デイヴィッド・パトリック・ウェントワース（1971年10月13日 - ）- ジョンストン卿(儀礼称号)。爵位の法定推定相続人。
- ジュリア・クレア（1974年生 - ）

### 註釈
1. ↑  統監代理(英: vice-Lord Lieutenant)は、副統監(Deputy Lieutenant)の中から選ばれ、統監不在時にその権限を代行する[4]。統監が復帰すると直ちに、その者の地位は副統監(DL)へと戻るというきわめて臨時色の強い役職である[4]。
2. ↑  のちの初代アナンデイル侯爵。1701年に侯爵へと位階を進めた。